# Capitoli generali dell'Ordine francescano
Il Capitolo generale dell'Ordine è un'assemblea, elettiva e legislativa, di frati dell'Ordine francescano, convocata periodicamente, come avviene per gli altri ordini mendicanti.

## I capitoli generali nei primi decenni di vita dell'Ordine
A livello istituzionale, gli Ordini mendicanti avevano fatto propri alcuni elementi tipici degli ordini monastici, in particolare la struttura tipica dei cistercensi, che vedeva il Capitolo generale come supremo organo collegiale di governo dell'Ordine.  È vero che non esiste, in ambito cistercense, una figura paragonabile al ministro o maestro generale (l'abate di Cîteaux o gli abati delle case-madri hanno un ruolo differente), eppure sia gli Ordini monastici nati dalla riforma dell'XI-XII secolo sia i Mendicanti avevano in comune proprio il fatto che la suprema autorità era rappresentata dal Capitolo: neanche i superiori generali potevano modificare o revocare gli statuti (diffinitiones) emessi dal Capitolo, e a maggior ragione le Costituzioni in esso promulgate.
Membri del Capitolo generale erano: il ministro generale (che convocava ufficialmente il Capitolo stesso) o – in caso di vacanza – il vicario, i ministri provinciali e i superiori delle vicaríe, un rappresentante dei custodi di ogni provincia eletto dai custodi stessi (custos custodum) e alcuni rappresentanti eletti (discreti) per ogni provincia, che comunque non avevano voce attiva nell'elezione del ministro generale (Costituzioni del 1260).
Storicamente, la scadenza era triennale: già la "Regola non bollata" del 1221 aveva stabilito che il Capitolo fosse convocato una volta ogni tre anni, nel periodo di Pentecoste.  Un Capitolo straordinario veniva radunato per l'elezione del nuovo ministro generale, in caso di morte, di promozione (diversi ministri generali furono creati cardinali) o di dimissioni del ministro precedente; dopo la celebrazione di un Capitolo elettivo straordinario, normalmente, si ricominciava a contare il triennio a partire dall'anno del Capitolo stesso.
Nei primi secoli di storia dell'Ordine, venne normalmente rispettata la prassi di convocare l'assemblea capitolare, alternativamente, una volta al di qua e una volta al di là delle Alpi, prassi inaugurata dal ministro generale Giovanni da Parma.
Tra i primi capitoli generali della storia dell'Ordine, particolarmente degno di nota è quello celebrato a Narbona nel 1260, in cui i delegati prendono atto che circolano ormai molte vite di Francesco e decidono che le si raccolga tutte e se ne compili una sola, che soddisfi gli obiettivi che l'Ordine si pone. Il nuovo ministro generale appena eletto, Bonaventura da Bagnoregio, si assume questo compito. Nel capitolo celebrato a Parigi nel 1266, poi, si deciderà di distruggere tutte le vite di Francesco, per lasciare soltanto quella, appena approvata, scritta da Bonaventura.

## I capitoli generali tra 1274 e 1316
Gli eventi che si registrano nel 1274 e nel 1316 si richiamano tra di loro e in qualche modo sembrano racchiudere, come entro una cornice, lo sviluppo di un periodo abbastanza omogeneo per le problematiche che emergono, i conflitti che si verificano, le svolte a volte drammatiche che si registrano.
Sono gli anni che vanno dal Capitolo francescano di Lione (maggio 1274) al Capitolo di Napoli (maggio 1316), e quindi anche dalla elezione del ministro generale Girolamo d’Ascoli a quella di Michele da Cesena.  Sono gli anni in cui la chiesa romana è governata da papa Gregorio X e dagli altri papi fino a Giovanni XXII (eletto il 7 agosto 1316); anche due assemblee conciliari stanno quasi agli estremi del periodo individuato: il secondo concilio di Lione (7 maggio – 17 luglio 1274) e il concilio di Vienne (16 ottobre 1311 – 6 maggio 1312).
In questo periodo l'Ordine dei Minori raccoglie e rielabora l'eredità di Bonaventura di Bagnoregio (morto il 15 luglio 1274, pochi mesi dopo la sua nomina a cardinale):  sono gli anni dello scontro più aspro con il clero secolare (soprattutto francese) a proposito della liceità e della libertà dell'apostolato dei Minori nella cura pastorale, come pure è il periodo della discussione interna all'Ordine sulla povertà, sull'uso povero dei beni materiali, e sulla interpretazione più o meno rigorosa della Regola.
Strettamente connesso con questo secondo nodo di discussione e di conflitto sarà il problema della “corrente” spirituale all'interno dell'Ordine.  Proprio negli anni intorno al 1274, infatti, Pietro di Giovanni Olivi comincia ad imporsi all'attenzione dei suoi superiori (per la prima volta una sua opera, un trattato sulla Vergine Maria, viene data alle fiamme).  Pietro di Giovanni Olivi, Ubertino da Casale, Angelo Clareno, sono soltanto alcuni di questo gruppo molto eterogeneo di frati che, rifacendosi ad un filone di traditiones risalenti sino ai primi compagni di Francesco d'Assisi, si richiamano ad una osservanza più rigorosa della Regola francescana.  Il 1318 sarà l'anno della definitiva condanna degli Spirituali, ormai sospinti e rinchiusi nell'area dell'eresia (con la pubblicazione della lettera bollata Gloriosam Ecclesiam del 23 gennaio 1318).

### Capitolo di Lione III (maggio 1274)
(Capitolo elettivo: viene eletto ministro generale Girolamo d’Ascoli)
Emerge in questo Capitolo il problema dell'ostilità del clero secolare nei confronti dei Francescani: al Concilio che si sta celebrando contemporaneamente proprio a Lione si sono alzate le voci dei vescovi contro i Mendicanti. Bonaventura, già cardinale, convince i Francescani a prendere delle decisioni che potrebbero contribuire a stemperare la tensione (Statuti di Lione):
- esecuzione stretta delle Costituzioni e pratica della povertà,
- rinuncia temporanea al diritto di esenzione che permetteva ai Minori di ascoltare le confessioni senza l'autorizzazione del parroco,
- condanna della raccolta di offerte nelle chiese,
- rinuncia ad accettare terreni sui quali in futuro qualcuno potrebbe avanzare dei diritti.

### Capitolo di Padova I (maggio 1276)
Il ministro generale Girolamo d'Ascoli è assente: una caratteristica del suo generalato sarà il grande numero di missioni diplomatiche a lui assegnate dai papi.  Nel 1276 è in viaggio verso Costantinopoli, a nome del papa Innocenzo V, e scrive ai capitolari chiedendo loro di accogliere le sue dimissioni e di nominare vicario Bonagrazia da San Giovanni in Persiceto; i capitolari, tuttavia, rifiutano.  Girolamo riceve notizia di questo rifiuto quando è ad Ancona, e rinuncia alla missione in Oriente.  Il capitolo dispone anche che nei conventi vengano create delle prigioni per i frati ribelli (anche se il testo della disposizione è generico, è chiaro che l'obiettivo sono gli Spirituali: in quello stesso anno viene incarcerato Angelo Clareno; anche Ruggero Bacone viene posto in un carcere francescano a Parigi, sebbene non se ne conosca il motivo).

### Capitolo di Assisi[4](maggio 1279)
(Capitolo elettivo: viene eletto ministro generale Bonagrazia da San Giovanni in Persiceto)
Girolamo d'Ascoli è già stato nominato cardinale, ma presiede il Capitolo nel quale verrà eletto il suo successore.
Il papa Niccolò III Orsini scrive ai capitolari una lettera di elogio dell'Ordine francescano, con l'esortazione ad osservare la Regola e gli statuti e a conservare l'unità fraterna.  Da parte sua, il Capitolo si appella al papa, invocando il suo intervento contro chi attacca i frati e la Regola francescana.  In risposta a questa richiesta (ripetuta anche da Bonagrazia, che dopo la sua elezione si recherà dal papa stesso a Soriano), Nicolò III riunirà una commissione cardinalizia che curerà la stesura della bolla Exiit qui seminat (1279).  Viene elaborata e promulgata una nuova redazione delle costituzioni narbonesi del 1260, note come  Assisienses.
Il capitolo prende la decisione di creare, nei suoi studia, un ciclo di studi di filosofia naturale, separando questo insegnamento da quello della teologia. È probabile che il capitolo generale abbia cercato di regolare un'attività che si era sviluppata nel decennio precedente in modo poco ordinato: sicuramente prima del 1269 un corso De caelo et mundo era tenuto da Thomas Bungay a Oxford e verso il 1271 un corso del genere era stato voluto da Bonaventura di Bagnoregio a Parigi, con Pietro di Giovanni Olivi come giovanissimo docente.

### Capitolo di Strasburgo I (1282)
Dopo che papa Martino IV, con la lettera bollata Ad fructus uberes del 1281, aveva concesso ai Mendicanti una facoltà d'azione pastorale quasi del tutto svincolata dalle autorità del clero secolare, il Capitolo francescano ordina – probabilmente per evitare che la polemica degeneri – di non servirsi di tutto questo potere concesso dal papa.  Pertanto i frati dovranno ricordare ai fedeli il dovere della confessione annuale al proprio parroco, sancito dal decreto Omnis utriusque sexus del concilio Lateranense IV, così come dovranno astenersi dal criticare i preti secolari, conformarsi alle loro decisioni, e soprattutto evitare di servirsi del privilegio di confessare e predicare senza l'autorizzazione del vescovo o dei parroci soltanto in casi eccezionali.
Accanto alla polemica con il clero secolare per la cura d'anime, comincia a delinearsi anche la questione degli Spirituali: il Capitolo affida a sette maestri dell'Università di Parigi (tra i quali i futuri generali Arlotto da Prato e Giovanni Minio da Morrovalle) l'esame delle opinioni di Pietro di Giovanni Olivi.  Questo esame sfocerà nella condanna di trentaquattro proposizioni dell'Olivi: un memoriale con l'elenco di queste proposizioni è mandato a tutti i conventi di Provenza e in un documento (Lettera septem sigillorum) vengono enunciate ventidue affermazioni che Olivi deve sottoscrivere in segno di ritrattazione.  Olivi inizialmente accetta di sottomettersi, anche se in seguito affermerà di essere stato costretto senza che gli fosse data la possibilità di sostenere le proprie ragioni.

### Capitolo di Milano I (maggio 1285)
(Capitolo elettivo: viene eletto ministro generale Arlotto (o Atlotho) da Prato, dopo un anno e mezzo di sede vacante: Bonagrazia era morto il 3 ottobre 1283)
Il Capitolo si apre sotto la presidenza di Guillaume de Falgar, provinciale di Aquitania, che governerà l'ordine in qualità di vicario generale anche dopo la morte di Arlotto fino al Capitolo di Montpellier.
Dopo la sua elezione, Arlotto scrive una lettera circolare in cui richiama l'Ordine all'osservanza delle Costituzioni.  Egli denuncia come la formazione dei nuovi professi sia spesso incompleta e superficiale, e raccomanda ai superiori di affidarli alla direzione di un religioso di provata esperienza.  È presente anche un richiamo all'osservanza della povertà, soprattutto a proposito dei libri, che devono essere distribuiti equamente tra i religiosi di uno stesso convento e tra i diversi conventi da parte del ministro provinciale, soprattutto alla morte dei frati stessi.
In tema di povertà, tuttavia, bisogna ricordare che papa Martino IV, con la lettera bollata Exultantes in Domino, aveva appena istituzionalizzato la figura del “sindaco”, procuratore dei frati nella gestione dei beni materiali, nominato direttamente dai ministri e dai custodi.  Il Capitolo approva tale privilegio e conferma che i ministri provinciali se ne possano servire, facendo attenzione, tuttavia, a ciò che potrebbe nuocere all'immagine dell'Ordine.
Viene interdetta la lettura delle opere di Pietro di Giovanni Olivi.

### Capitolo di Montpellier (maggio 1287)
(Capitolo elettivo: eletto ministro generale Matteo d'Acquasparta)
Il ministro provinciale di Provenza, Arnaud de Roquefeuil, denuncia al Capitolo Pietro di Giovanni Olivi come capo di una setta superstiziosa e scismatica.  Comincia la fase più aspra dello scontro a proposito dell’usus pauper (cioè la necessità vincolante che i frati non soltanto non “posseggano” dei beni, ma usino "poveramente" anche di quei beni necessari – cibo, abiti, libri, etc. – di cui dispongono nella vita quotidiana).  Pietro di Giovanni Olivi viene convocato perché si giustifichi, soprattutto in seguito alla composizione di un suo trattato proprio sull’usus pauper.  Le spiegazioni di Olivi vengono accettate dai capitolari.

### Capitolo di Rieti (maggio 1289)
(Capitolo elettivo: eletto ministro generale Raimondo Gaufridi, secondo non italiano dopo Aimone di Faversham)
Il Capitolo si tiene alla presenza di papa Niccolò IV, di Matteo d'Acquasparta e Bentivegna de' Bentivegni, cardinali francescani.  La sede è stata trasferita da Assisi a Rieti, dove ha sede la Curia romana, proprio per volontà del papa, che finisce così per giocare un ruolo non indifferente nelle elezioni del nuovo generale.
Nel convento in cui sono radunati i frati, il papa incorona re di Napoli Carlo II d'Angiò (già conte di Provenza, proprio come nobile provenzale era Gaufridi).  Carlo II era stato prigioniero degli Aragonesi, e lo stesso Gaufridi, almeno dal 1286, si era adoperato per la sua liberazione.

### Capitolo di Parigi II (maggio 1292)
Il Capitolo è convocato a Parigi in omaggio al re Filippo IV, che aveva fatto accordare a Gaufridi il titolo di maestro in teologia da parte dell'Università parigina.
Vengono elaborate nuove costituzioni: le Parisienses.  Ancora una volta vi troviamo esortazioni perché la concordia con il clero secolare non venga turbata.  Allo stesso modo il Capitolo si sforza di correggere le mancanze contro la povertà: rispetto alle costituzioni del 1260 si aggiungono il divieto ai frati di accettare eredità o di diventare esecutori testamentari, di ricevere delle rendite sui terreni, di intentare processi per ottenere il diritto di sepoltura.
Al termine dei lavori della commissione di inchiesta contro Pietro di Giovanni Olivi, presieduta dall'inquisitore Bertrand de Sigotier, il Capitolo convoca Olivi perché chiarisca la sua posizione a proposito dell’usus pauper.  Ancora una volta Olivi difende con successo le proprie opinioni.
Nella prima metà del 1290 Gaufridi aveva mandato come missionari in Armenia (di Cilicia) alcuni Spirituali (tra i quali Pietro da Fossombrone e Pietro da Macerata).  Ora il re armeno Hayton II ha inviato in Francia tre frati, guidati da Tommaso da Tolentino, come suoi rappresentanti perché raccolgano il sostegno dei re d'Inghilterra e Francia contro i musulmani.  I tre frati presentano al Capitolo una lettera in cui il re ringrazia l'Ordine per il bene compiuto dai missionari nella sua terra.

### Capitolo di Assisi (1295)
Non abbiamo notizie a proposito di questo Capitolo, che comunque compare nelle liste dei Capitoli generali francescani.

### Capitolo di Anagni II (maggio 1296)
(Capitolo elettivo: eletto ministro generale Giovanni Minio da Morrovalle)
Il Capitolo è poco più che una finzione giuridica, per confermare la rinuncia forzata da parte di Gaufridi e la nomina di Giovani Minio, fermamente voluta da papa Bonifacio VIII.  Il problema degli Spirituali entra nel vivo, dopo che papa Celestino V aveva concesso al gruppo di Liberato (Pietro da Macerata) e Clareno (Pietro da Fossombrone) la possibilità di uscire dall'Ordine, decisione che Bonifacio VIII priva di valore subito dopo la sua elezione.

### Capitolo di Lione IV (1299)
Anche su questo Capitolo non abbiamo molte informazioni.  Dopo la morte di Pietro di Giovanni Olivi (14 marzo 1298), il Capitolo ordina di bruciare tutte le sue opere.

### Capitolo di Genova III (1302)
Durante la celebrazione del Capitolo, Giovanni Minio manda una lettera circolare in cui richiama i frati all'osservanza della povertà quale vero tratto caratteristico dell'Ordine francescano.  Condanna sotto pena di scomunica chi commette abusi quali percepire rendite e intentare processi per ottenere diritti su beni materiali.

### Capitolo di Assisi (maggio 1304)
(Capitolo elettivo: eletto ministro generale Gonzalve de Balboa)
La Comunità (la corrente avversa agli Spirituali), che ormai ha il pieno controllo del Capitolo, limita la portata della circolare emessa da Giovanni Minio nel Capitolo precedente, privando di retroattività la pena di scomunica nel caso di percezione di rendite e eredità.
Viene istituita la festa della Stigmatizzazione di san Francesco, poi approvata da papa Benedetto XI.

### Capitolo di Tolosa I (1307)
Sappiamo che in questo Capitolo furono presi dei provvedimenti a tutela della povertà, provvedimenti citati anche da Gonzalve de Balboa, Raymond de Fronsac e Bonagrazia da Bergamo nel documento Religiosi viri, loro risposta al Rotulus di Ubertino da Casale.

### Capitolo di Padova II (giugno 1310)
Dopo l'istituzione della commissione cardinalizia del Groseau, incaricata di esaminare la situazione dell'Ordine francescano, il generale Gonzalve de Balboa, in una circolare inviata alla fine del 1309, aveva ordinato che tutte le rendite e i beni immobili detenuti dai frati fossero espropriati, e che in occasione del Capitolo gli fossero inviati resoconti dettagliati.
In aprile papa Clemente V aveva pubblicato la lettera bollata Dudum ad apostolatus, che tra l'altro tutelava gli Spirituali.
Spinti dalla necessità di mostrare una vera intenzione di riforma a proposito della povertà, i capitolari prendono decisioni molto forti: confermano le riforme di Giovanni Minio e Gonzalve, e anzi le rendono ancora più severe, ordinando che vengano espropriati ai frati tutti gli oggetti superflui o preziosi: vesti, libri, utensili, opere d'arte.
Vengono promulgate nuove Costituzioni, le Paduanae (secondo la tesi di Cesare Cenci, che afferma che questo testo, riportato da un manoscritto dell'Istituto Storico dei Cappuccini di Roma, non è soltanto una rielaborazione delle Parisienses con le addizioni di statuti emessi da Capitoli successivi al 1292, ma un vero e proprio testo nuovo promulgato dal Capitolo).

### Capitolo di Barcellona I (maggio-giugno 1313)
(Capitolo elettivo: è eletto ministro generale Alessandro d’Alessandria)
Il cardinale francescano Vital du Four (raccogliendo anche le critiche di Guglielmo Durand ai Mendicanti) scrive al Capitolo a nome di papa Clemente V.  L'Ordine viene richiamato a proposito della formazione troppo superficiale offerta ai nuovi frati, della eccessiva larghezza nell'ammissione dei novizi alla professione, e della pratica abusiva della affiliazione (con la quale si imitava la stabilitas loci benedettina: il frate veniva “affiliato” a un determinato convento; il vero e proprio abuso cui si giungeva, tuttavia, consisteva nel fatto che con l'affiliazione i frati si legavano a un convento del loro Paese natale opponendosi anche all'inserimento di frati stranieri).
Il 21 maggio è lo stesso papa Clemente V a scrivere al Capitolo, raccomandando di conformarsi alla Regola e alla decretale Exivi de Paradiso emessa un anno prima, e di eleggere come ministro generale un religioso “preoccupato di salvaguardare l'unità dell'Ordine” (dunque Clemente V, soprattutto dopo il Concilio di Vienne, mostra chiaramente di non voler accogliere le istanze degli Spirituali: l'Ordine deve restare unito, non c'è spazio per le divisioni auspicate da Ubertino e Angelo Clareno).

### Capitolo di Napoli I (maggio-giugno 1316)
(Capitolo elettivo: viene eletto ministro generale Michele da Cesena)
Gli Spirituali di Provenza, continuamente perseguitati dai loro superiori locali, scrivono una lettera al Capitolo in cui espongono la loro situazione; ma il presidente del Capitolo (il provinciale della Terra di Lavoro) rifiuta anche solo di leggere il loro appello.
Ormai è inevitabile che gli Spirituali si ritrovino sempre più ai margini dell'Ordine: pochi mesi dopo il Capitolo verrà eletto papa Giovanni XXII, e sarà lui a “chiudere” d'autorità la questione, con le lettere bollate Quorundam exigit, Sancta Romana e Gloriosam Ecclesiam.
Il Capitolo promulga anche le nuove costituzioni Assisienses (chiamate così perché elaborate da una commissione che aveva avuto sede ad Assisi).

## Altri capitoli degni di nota nei secoli successivi
Il capitolo generale celebrato a Napoli nel 1370 stabilisce che nessun frate possa accedere alla facoltà di teologia se non abbia studiato prima la filosofia: 
Nei primi decenni dell'Ordine francescano, in effetti, per poter passare agli studi teologici era stato richiesto ai frati soltanto lo studio della logica e della grammatica (cioè della lingua latina). Progressivamente, però, soprattutto tra francescani e domenicani, uno studio della filosofia più o meno autonomo dalla logica e dalle scienze naturali cominciò ad essere richiesto nella formazione dei futuri preti, fino ad arrivare alle Costituzioni emanate dal capitolo napoletano, che imponevano tali corsi come obbligatori.